# Apanteles lemariei
Apanteles lemariei är en stekelart som beskrevs av Nixon 1961. Apanteles lemariei ingår i släktet Apanteles och familjen bracksteklar. Inga underarter finns listade i Catalogue of Life.